# どさん子
株式会社どさん子（どさんこ）は、かつて東京都品川区に本社を置いていた企業。
ラーメンチェーン「どさん子」などを運営していた。

## 沿革
- 1961年（昭和36年）5月 - 創業者の青池保が東京都墨田区に餃子飯店「つたや」を創業[1]。
- 1967年（昭和42年）6月 - 事業多角化として、札幌ラーメン・どさん子のチェーン展開開始。東京都墨田区両国にどさん子1号店をオープン[1]。
- 1968年（昭和43年）4月 - 北国商事株式会社を設立し、法人化。
- 1989年（平成元年）4月 - 株式会社ホッコクに社名変更。
- 1990年（平成2年）2月 - 株式を店頭公開（現在の東京証券取引所スタンダード）。
- 2008年（平成20年）5月 - MS&Consultingを子会社化する[2]。
- 2009年（平成21年）- 民事再生手続きを開始したアプレシオの支援先企業に内定したが、その後撤回。
- 2010年（平成22年）4月 - 都市綜研インベストバンク株式会社との業務提携及び代表者の異動が不適当な合併等にあたるとして、「合併等による実質的存続性の喪失」に係る猶予期間入り[3]。
- 2012年（平成24年）
  - 3月14日 - 2009年（平成21年）から2010年（平成22年）にかけて提出した有価証券報告書に虚偽記載（架空売上の計上等）があったことが判明[4]。
  - 7月10日 - 「合併等による実質的存続性の喪失」について、大証から求められた上場審査基準の適合審査申請に対して、期限までに必要な資料を提出できなかったため、上場廃止が決定される[5]。
  - 8月10日 - 虚偽記載に対して金融庁が課徴金納付を命令[6]。
  - 8月11日 - 上場廃止。
  - 10月2日 - 会社分割を行い、食品事業部門（FC事業・直営事業）を新設会社の株式会社どさん子（初代）へ承継。
- 2016年（平成28年）4月1日 - 株式会社アスラポート・ダイニング（現・JFLAホールディングス）傘下に入るとともに、社名を株式会社DSKグループへ変更。
- 2017年（平成29年）
  - 1月1日 - 事業会社であった株式会社どさん子（初代）を吸収合併し、社名を株式会社DSKグループから株式会社どさん子（2代）へ変更。
  - 4月1日 - アスラポートへ吸収合併され、法人としての株式会社どさん子は消滅[7][8]。事業はアスラポートどさん子事業本部が継承。

## 展開していた店舗

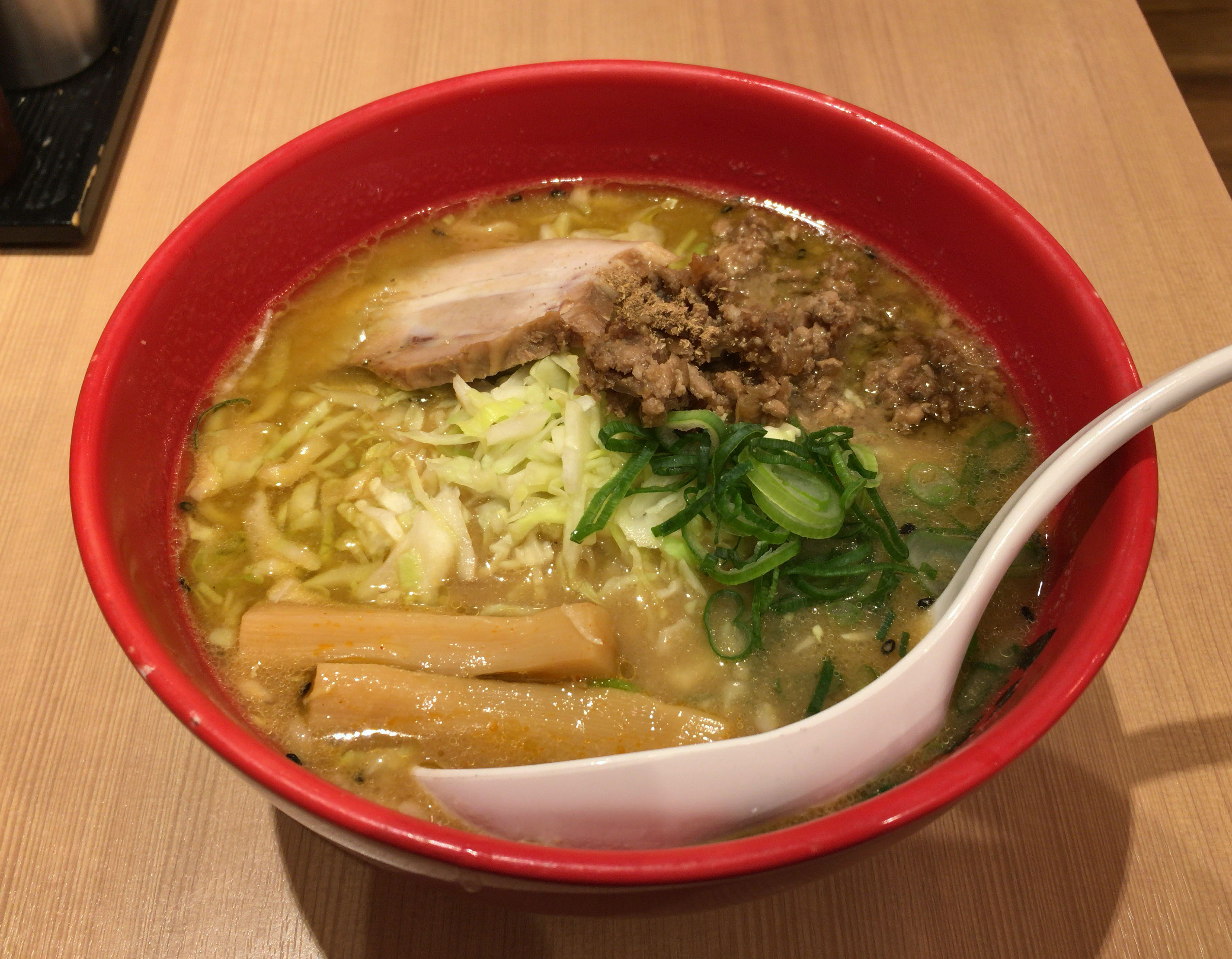
どさん子 味噌ラーメン赤練

- どさん子
- みそ膳
- 藤平
- 原点

など